# Ingrid Marie Mikelsen
Ingrid Marie Mikelsen (* 26. November 1976 in Stavanger) ist eine norwegische Diplomatin. Seit 2022 ist sie die norwegische Botschafterin in Malawi.

## Leben
An der Universität Bergen studierte sie Sozialökonomie. Von der University of London hat sie einen Masterabschluss in politischer Entwicklungsökonomie.

## Diplomatische Karriere
Seit 2005 arbeitet sie im Auswärtigen Dienst. Seit 2022 ist sie als Nachfolgerin von Steinar Egil Hagen, der in Pension ging, die norwegische Botschafterin in Lilongwe. Ihre Akkreditierung bei Staatspräsident Lazarus Chakwera erfolgte am 8. September 2022. Sie ist mitakkreditiert für Sambia. Die Akkreditierung für Sambia erfolgte am 11. August 2023.